# Nhật Bản xâm lược Thái Lan
Nhật Bản xâm lược Thái Lan là cuộc chiến giữa Thái Lan và Đế quốc Nhật Bản xảy ra vào ngày 8 tháng 12 năm 1941. Mặc dù có giao tranh ác liệt ở miền nam Thái Lan, cuộc kháng chiến chỉ kéo dài một vài giờ trước khi kết thúc bằng một lệnh ngừng bắn.

## Bối cảnh

### Hakkō Ichiu
Nguồn gốc từ cuộc xâm lược Thái Lan của Nhật Bản là chịu ảnh hưởng từ nguyên tắc hakkō ichiu (八紘一宇, Bát hoành nhất vũ, nghĩa là Thế giới chung một mái nhà) của Tanaka Chigaku vào cuối thế kỷ XIX. Tanaka giải thích nguyên tắc này với hàm ý là vương quyền được ban hành một cách tuyệt diệu và mở rộng cho đến khi hợp nhất toàn thế giới. Trong khi Tanaka nhìn thấy kết quả này xuất phát từ quyền lãnh đạo về mặt tinh thần của Thiên hoàng, những người theo chủ nghĩa dân tộc Nhật Bản đã sử dụng tư tưởng này trong điều kiện giải phóng châu Á thoát khỏi ách thống trị của thực dân phương Tây và thiết lập Nhật Bản trở thành nước có ảnh hưởng hàng đầu trong khu vực Đông Á. Khái niệm này đã trở thành biểu hiện trong Trật tự mới ở Đông Á (東亜新秩序 Tōa Shin Chitsujo).
Năm 1940, khái niệm này được mở rộng bởi Thủ tướng Konoe Fumimaro khi ông tìm cách tạo ra Khối Thịnh vượng chung Đại Đông Á, bao gồm Nhật Bản, Mãn Châu, Trung Quốc và một phần của khu vực Đông Nam Á. Dựa theo tuyên truyền của Nhật là nhằm thiết lập một trật tự quốc tế mới tìm kiếm "sự thịnh vượng chung" cho các nước châu Á mà sẽ chia sẻ sự thịnh vượng và hòa bình, tự do khỏi ách thuộc địa và sự thống trị của phương Tây dưới sự bảo trợ của một nước Nhật Bản nhân từ. Đơn vị 82 Tập đoàn quân Đài Loan (lập kế hoạch tấn công phương Nam) được thành lập vào năm 1939 hoặc 1940 nhằm biến điều này thành hiện thực. Trong giai đoạn lập kế hoạch sau cùng, đơn vị được đặt dưới quyền chỉ huy của Đại tá Hayashi Yoshihide.

### Mở đầu cuộc xâm lược
Là một phần của việc giải phóng Đông Nam Á thoát khỏi ách thực dân phương Tây, quân đội Nhật Bản đã lên kế hoạch xâm chiếm Mã Lai và Miến Điện. Để hiện thực hóa điều này, họ cần phải sử dụng các hải cảng, đường sắt, sân bay của Thái Lan. Họ không muốn xung đột với quân đội Thái Lan, vì điều này sẽ trì hoãn sự xâm nhập và làm giảm đáng kể các yếu tố bất ngờ. Kế hoạch của người Nhật được người Đức xem là khá hữu ích trong việc chuyển hướng lực lượng quân sự của Anh, và do đó giúp đỡ nước Đức trong cuộc xung đột của họ.

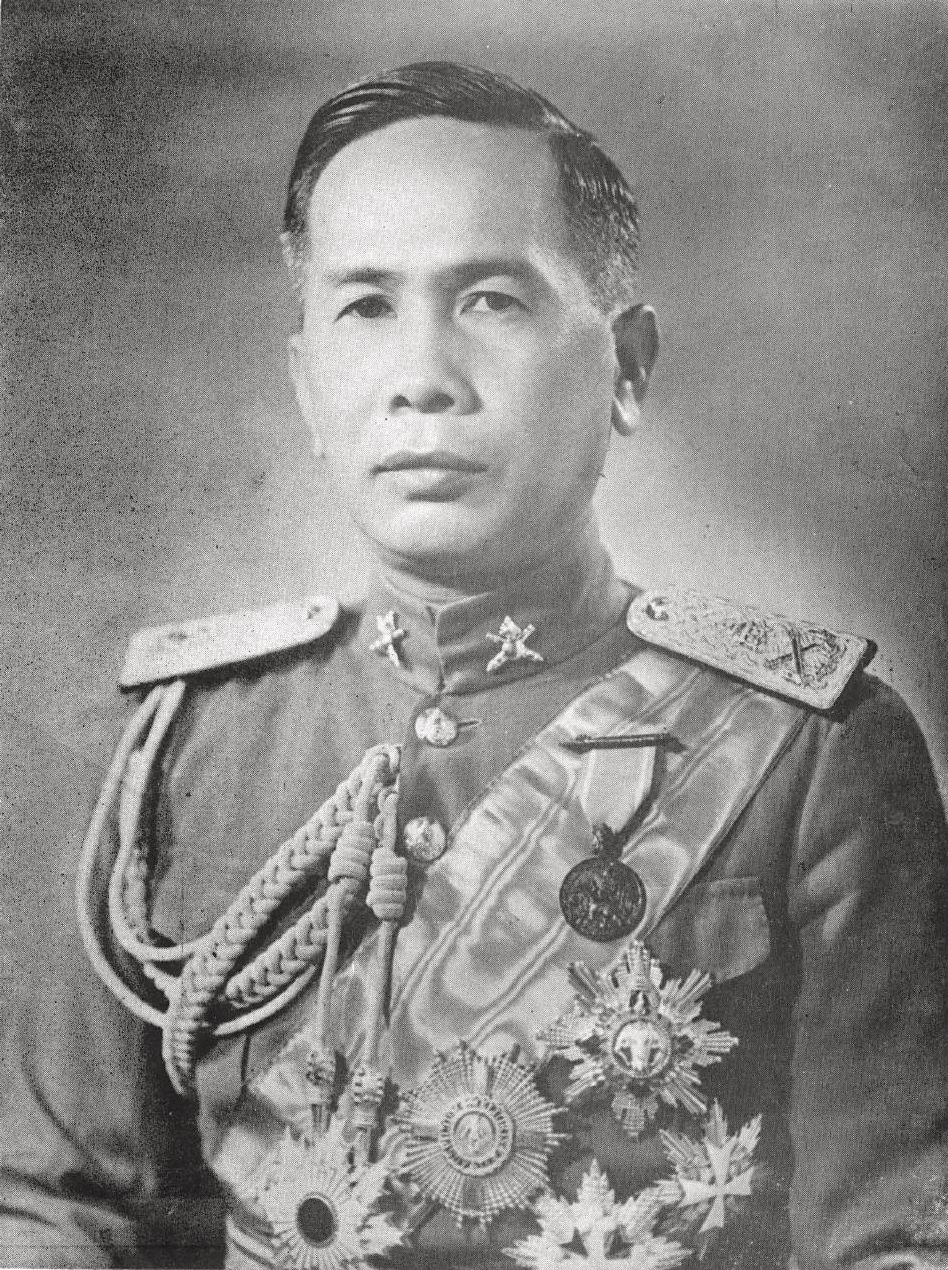
Thủ tướng Thái Lan Phibun Songkhram

Thái Lan có một quân đội kỷ luật nghiêm minh và trong năm 1940-1941 đã xâm chiếm nước láng giềng Liên bang Đông Dương để phục hồi các tỉnh bị mất trong cuộc chiến tranh Pháp-Thanh 1884-1885. Người Nhật cũng muốn tận dụng các hải cảng và căn cứ không quân ở Đông Dương nên đóng vai trò là nhà đàm phán để hòa giải giữa người Pháp và người Thái vào ngày 31 tháng 1 năm 1941. Là một phần của quá trình, các cuộc thảo luận bí mật đã được tổ chức với Thủ tướng Thái Lan Plaek Phibunsongkhram, theo đó thì quân đội Nhật yêu cầu được tự do đi lại qua Thái Lan. Phibun đã phản ứng một cách tích cực, nhưng hành động sau này của ông cho thấy ông có thể còn do dự vì đã ký kết Hiệp ước không xâm phạm Anh-Thái vào ngày 12 tháng 6 năm 1940. Đến tháng 2, người Anh bắt đầu nghi ngờ phía Nhật đã lên kế hoạch tấn công các thuộc địa của mình ở Đông Nam Á và lo ngại rằng họ có thể thiết lập các căn cứ ở Thái Lan vĩnh viễn.
Tình hình mà Phibun phải đối mặt là Pháp đã bị Đức đánh bại trong những cuộc giao tranh ác liệt trên mặt trận phía Tây; Hoa Kỳ về sau lại đứng trung lập trong cả hai cuộc chiến tranh ở châu Âu và cuộc chiến tranh Trung-Nhật; Nhật Bản tại thời điểm đó là một siêu cường với sự tăng cường lực lượng vũ trang tại Đông Dương. Phibun có thể phải cân nhắc rằng mình có rất ít sự lựa chọn, khi quân đội của ông khó mà đánh bại Nhật Bản một mình. Sự kiện Thái Lan gây hấn chống lại Đông Dương vào năm 1940 đã gây không ít khó khăn cho chính phủ Hoa Kỳ nhằm ủng hộ Phibun.
Từ giữa năm 1941, Phibun đã yêu cầu Anh và Mỹ bảo đảm sự hỗ trợ hiệu quả nếu Thái Lan bị xâm chiếm. Nếu cả Anh hay Mỹ có thể làm được, mặc dù Thủ tướng Anh Winston Churchill đã đồng ý đưa ra lời cảnh báo tới Nhật Bản rằng một cuộc xâm lược vào một vương quốc Đông Nam Á sẽ dẫn tới sự tuyên chiến của nước Anh. Tuy vậy người Mỹ lại không thể ủng hộ đề xuất này và nước Anh đã không có sự chuẩn bị khi đưa ra lời tuyên chiến một mình. Cho đến tháng 8, Anh và Mỹ liền đưa ra chế tài nghiêm khắc đối với Nhật Bản. (Để biết thêm thông tin chi tiết, xem bản ghi chú Hull và bản ghi nhớ McCollum.) Người Nhật đã cố gắng để chấm dứt hình thức chế tài bằng cách hứa hẹn sẽ không xâm phạm Thái Lan và rút quân khỏi Đông Dương, chu cấp cho người Mỹ để họ rút sự hỗ trợ cho Trung Quốc. Đề xuất này đều không được cả hai nước chấp nhận vì tác động của nó đối với Trung Quốc.

### Những ngày cuối cùng

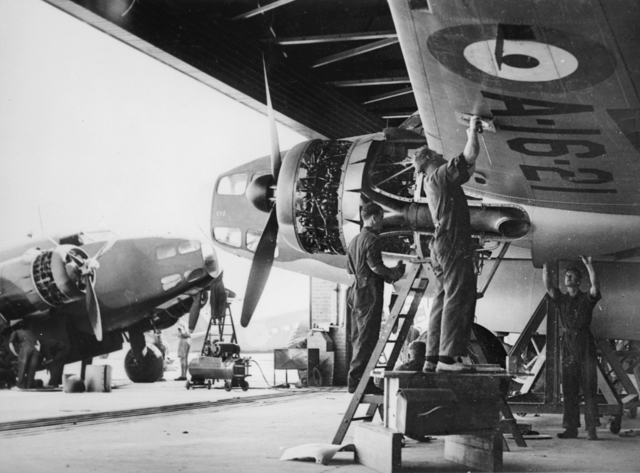
Phi đội số 1 Không lực Hoàng gia Anh Lockheed Hudson tại Kota Bharu vào năm 1941

Vào cuối tháng 11, người Anh nhận thấy những dấu hiệu của một cuộc tấn công từ phía Nhật có thể xảy ra trên đất Thái vì sự gia tăng nhanh chóng của quân đội Nhật ở Đông Dương. Vào ngày 1 tháng 12 năm 1941, Thủ tướng Nhật Bản Tōjō Hideki nói rằng ông không chắc chắn lập trường của phía Thái Lan khi cho phép quân Nhật tự do qua lại lãnh thổ của mình, nhưng hy vọng có thể tránh được một cuộc đụng độ giữa hai bên. Các cuộc đàm phán tiếp theo diễn ra giữa đại diện ngoại giao của Nhật là Tamara và Phibun vào ngày 2 tháng 12. Phibun đã chuẩn bị tìm cách khác nếu Nhật Bản xâm chiếm bán đảo Kra, nhưng muốn họ tránh đi qua vùng đồng bằng Bangkok. Sau những cuộc thảo luận thêm vào ngày 3 tháng 12, Phibun đã đồng ý đoạn đi qua Thái Lan, đổi lại người Thái có thể lấy lại các vùng lãnh thổ được nhượng trong Hiệp ước Anh-Xiêm năm 1909, cũng như Nhà nước Shan của Miến Điện.
Ngày 2 tháng 12, quân đội Nhật Bản đã ban hành lệnh "Trèo lên núi Niitaka", nhằm thiết lập sự chuyển động trong cuộc chiến ở Thái Bình Dương. Hạm đội xâm lược chính cho Chiến dịch "E" - cuộc xâm lược Mã Lai và Thái Lan - khởi hành từ Tam Á, đảo Hải Nam, Trung Quốc vào ngày 4 tháng 12 năm 1941. Thêm nhiều binh lính và tàu thuyền tham gia hạm đội từ vịnh Cam Ranh, Đông Dương. Trong khi người Nhật đang âm thầm chuẩn bị, thì người Anh và Mỹ đã trình bày rõ ràng sự phản ứng của họ trước việc triển khai quân Nhật và cuộc xâm lược Thái Lan đầy tiềm năng. Cùng ngày đó Thủ tướng Phibun đã đạt được một thỏa thuận với phía Nhật, báo cho người Anh biết rằng Thái Lan sắp bị Nhật Bản xâm chiếm.
| “ | Có khả năng người Nhật sẽ xâm lược đất nước ngài. Nếu ngài bị tấn công, hãy tự bảo vệ mình. Việc bảo tồn nền độc lập và chủ quyền thật sự của Thái Lan là mối quan tâm của nước Anh, và chúng ta sẽ xem một cuộc tấn công vào ngài như là một cuộc tấn công vào bản thân chúng ta. - Những lời nhắn của Thủ tướng Winston Churchill gửi cho Nguyên soái Phibun Songkhram. | ” |

Vào trưa ngày 6 tháng 12, một trong ba chiếc Lockheed Hudson của Phi đội số 1 Không lực Hoàng gia Anh đang bay trinh sát trên vùng Biển Đông, tình cờ phát hiện vị trí ba chiếc tàu Nhật chạy về hướng tây, rồi khoảng 15 phút sau, nhìn thấy cả một đoàn tàu hộ tống Hạm đội Viễn chinh phương Nam Hải quân Đế quốc Nhật Bản bao gồm một chiến hạm, năm tàu tuần dương, bảy tàu khu trục và 22 tàu vận tải. Một trong hai chiếc mẫu hạm thủy phi cơ thương gia trong đoàn tàu hộ tống là Kamikawa Maru đã phóng một chiếc thủy phi cơ Mitsubishi F1M "Pete" để đánh chặn Hudson, nhưng Hudson đã lảng tránh bằng cách nấp trong những đám mây. Một vài phút sau, một Hudson thứ hai cũng nhìn thấy đoàn tàu hộ tống.
Tham mưu trưởng Không quân Thống chế Sir Robert Brooke-Popham đã được thông báo về việc quan sát lúc 2 giờ chiều. Ông không được phép thực hiện bất kỳ hành động chống lại các đoàn tàu hộ tống vì nước Anh không muốn chiến tranh với Nhật Bản, mục đích của người Nhật vẫn chưa rõ ràng và chẳng có hành động xâm lược nào được thực hiện đối với lãnh thổ của Anh hoặc Thái Lan. Ông đặt lực lượng của mình tại Mã Lai trong tình trạng đề cao cảnh giác và ra lệnh tiếp tục giám sát đoàn tàu hộ tống của quân Nhật.
Khoảng 3 giờ chiều ngày 7 tháng 12, Phó Đô đốc Ozawa Jisaburō đã ra lệnh tuần tra trong khu vực giữa đoàn tàu hộ tống và Mã Lai. Đoàn tàu hộ tống đang ở khoảng cách 100 hải lý tính từ Kota Bharu. Có mưa lớn và tầm nhìn bằng không. Kamikawa Maru và Sagara Maru đã phóng 11 chiếc F1M2 và sáu chiếc Aichi E13A. Khoảng 20 dặm về phía tây tây bắc đảo Panjang vào lúc 8:20 tối, một chiếc E13A1 ZI-26 từ Kamikawa Maru do Thiếu úy Ogata Eiichi lái, phát hiện một chiếc tàu bay trinh sát Consolidated PBY Catalina (W8417) thuộc Phi đội số 205 Không lực Hoàng gia Anh do Chuẩn úy William E Webb lái. Ogata tấn công Catalina từ phía sau, gây thiệt hại và phá hủy máy thu thanh của chiếc tàu bay này. Ogata đã theo dõi Catalina trong 25 phút cho tới khi năm chiếc chiến đấu cơ Nakajima Ki-27 "Nate" từ Phi đội số 1 Không quân Nhật ở Đông Dương bay đến và bắn hạ nó. Webb và phi hành đoàn của ông là những nạn nhân đầu tiên của cuộc chiến tranh Thái Bình Dương. Không hay biết gì về vụ việc nên người Anh chẳng dám ra tay hành động. Ogata về sau bị giết chết trong trận chiến biển Coral.
Vào lúc 23:00 ngày 7 tháng 12, người Nhật đã gửi tối hậu thư lên chính phủ Thái cho phép quân đội Nhật Bản tiến vào Thái Lan. Người Thái được cho hai tiếng đồng hồ để trả lời.

## Binh lực

### Thái Lan
Thái Lan có lực lượng quân sự được huấn luyện tốt gồm 26.500 binh sĩ, cùng với lực lượng dự bị đã nâng tổng số quân lên đến khoảng 50.000 người. Lực lượng không quân có khoảng 270 máy bay gồm 150 máy bay chiến đấu, nhiều trong số chúng xuất xứ từ Mỹ. Nhật Bản còn cung cấp thêm 93 máy bay hiện đại hơn cho Thái Lan vào tháng 12 năm 1940. Riêng Hải quân Thái Lan thì lại được huấn luyện và trang bị nghèo nàn, sau lại để mất đi một số lượng lớn các tàu thuyền trong cuộc chiến với Liên bang Đông Dương.
Lục quân Hoàng gia Thái Lan đã bắt đầu thiết lập các đơn vị quân sự mới ở bán đảo Kra bao gồm:
- Chumphon
  - Tiểu đoàn bộ binh 38 đóng tại Ban Na Nian, Tambon Wang Mai, huyện Muang của Chumphon (9 km từ tòa thị chính tỉnh)
- Nakhon Si Thammarat
  - Tiểu đoàn bộ binh 39 đóng tại Tambon Pak Phoon, huyện Muang của Nakhon Si Thammarat
  - Tiểu đoàn pháo binh 15 đóng tại Tambon Pak Phoon, huyện Muang của Nakhon Si Thammarat
  - Trụ sở Bộ Chỉ huy Sư đoàn 6 đóng tại Tambon Pak Phoon, huyện Muang của Nakhon Si Thammarat
- Trang
  - Tiểu đoàn bộ binh 40
- Songkla
  - Tiểu đoàn bộ binh 5 đóng tại Tambon Khao Kho Hong, huyện Hat Yai của Songkla, chuyển từ Bang Sue đến Hat Yai bằng tàu hỏa quân sự vào ngày 18 tháng 2 năm 1940 - đơn vị đầu tiên di chuyển về phía nam
  - Tiểu đoàn bộ binh 41 đóng tại Suan Tun, Tambon Khao Roob Chang, huyện Muang của Songkla
  - Tiểu đoàn pháo binh 13 đóng tại Suan Tun, Tambon Khao Roob Chang, huyện Muang của Songkla
- Pattani
  - Tiểu đoàn bộ binh 42 đóng tại Tambon Bo Thong, huyện Nong Jik của Pattani

### Nhật Bản

#### Lục quân

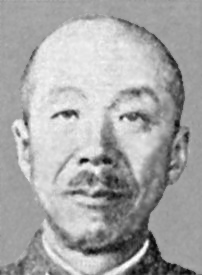
Tư lệnh Tập đoàn quân 15 Nhật Bản Trung tướng Iida Shōjirō

Nhật Bản có các đơn vị lục quân gồm Tập đoàn quân 15 dưới quyền Trung tướng Iida Shōjirō và Tập đoàn quân 25 dưới quyền Trung tướng Yamashita Tomoyuki đóng quân ở Đông Dương. Cả hai Tập đoàn quân này đều có các đơn vị chiến đấu cơ. Tập đoàn quân 15 được giao nhiệm vụ tấn công vào Miến Điện và 25 với Mã Lai và Singapore. Để tấn công Miến Điện, Tập đoàn quân 15 cần phải đi qua vùng đồng bằng Bangkok, trong khi Tập đoàn quân 25 cần phải tấn công Mã Lai qua bán đảo Kra. Các cuộc tấn công thông qua Thái Lan trên Mã Lai và Singapore đã được Đại tá Tsuji Masanobu lên kế hoạch trong khi ông là một phần của Đơn vị 82. Nhật Bản có khoảng 100.000 binh sĩ cần để tiến sang Thái Lan.

#### Hải quân
Số tàu thuyền từ Hạm đội 2 của Đô đốc Kondō Nobutake cung cấp việc tiếp liệu và yểm trợ cho cuộc đổ bộ ở Thái Lan và Kota Baru tại Mã Lai.
Số tàu thuyền Hải quân Đế quốc Nhật Bản tham gia được biết đến, ngoài những chiếc gửi đến Kota Baru gồm:
- Tuần dương hạm Hải quân Đế quốc Nhật Bản Kashii hộ tống bảy tàu vận tải chở quân của Trung đoàn 143 xuất phát từ Sài Gòn[21]
- Khu trục hạm Asagiri, Amagiri, Sagiri, Yugiri, Shirakumo và Shinonome hỗ trợ cuộc đổ bộ của Tập đoàn quân 25 ở miền nam Thái Lan
- Hộ tống hạm Hải quân Đế quốc Nhật Bản Shimushu hộ tống các tàu vận tải Zenyo Maru, Miike Maru và Toho Maru đến Nakorn Sri Thammarat, miền nam Thái Lan với số đông là của Trung đoàn 143
- Các tàu sân bay thủy phi cơ thương nhân Kamikawa Maru, Sagara Maru

Trong tổng số 18 tàu vận tải có liên quan, trong đó bao gồm ba đạo quân đổ bộ tại Kota Baru.

## Diễn biến cuộc xâm lược
Quân đội Nhật đã xâm chiếm Thái Lan từ Đông Dương và với việc đổ bộ phía nam Bangkok và tại các điểm khác nhau dọc theo bán đảo Kra vì Thái Lan đã không trả lời tối hậu thư. Vấn đề đối với chính phủ Thái Lan hiện tại là họ không thể liên lạc được với Thủ tướng Songkhram.

### Mục tiêu Tập đoàn quân 15

#### Tỉnh Phra Tabong

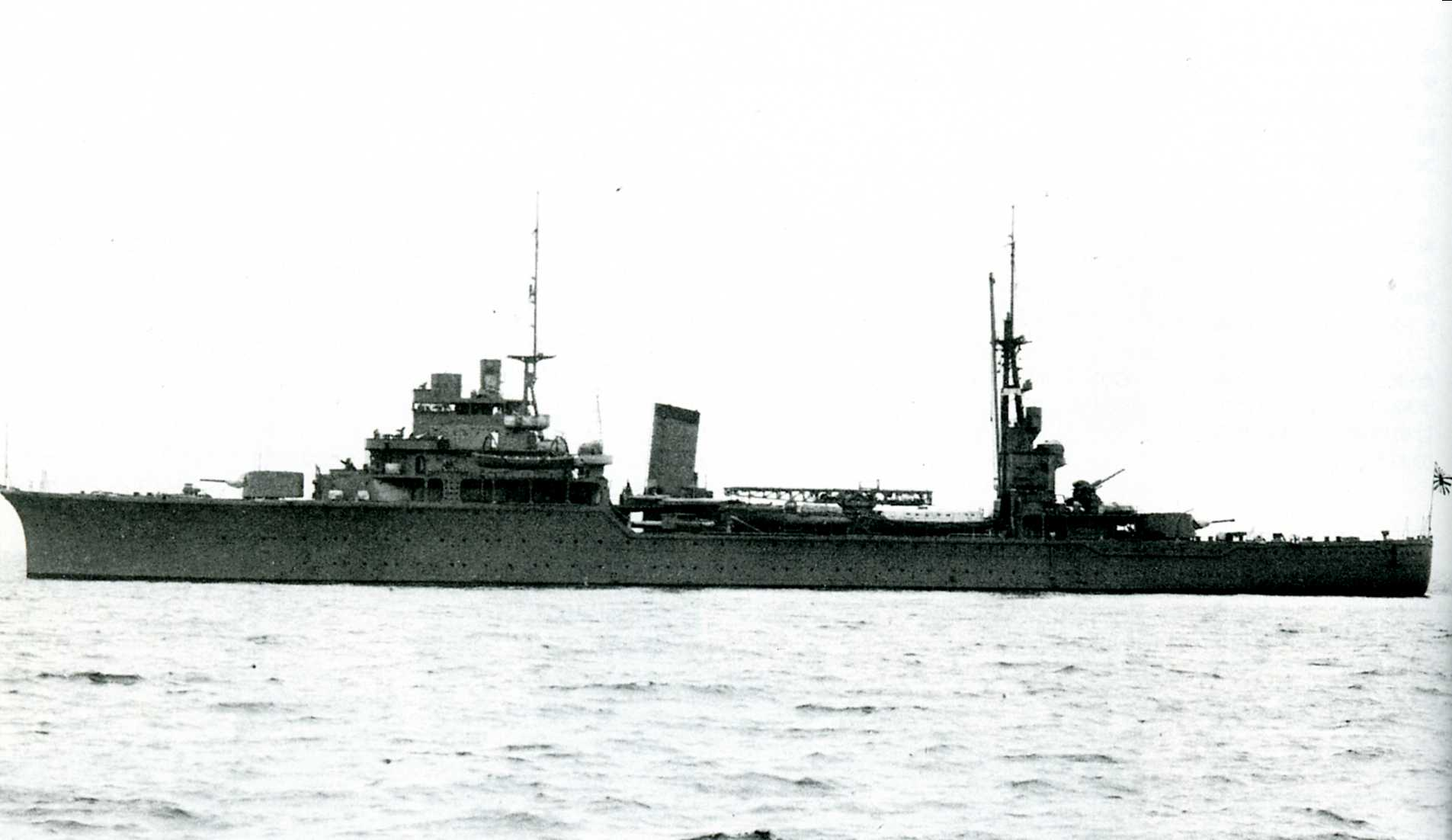
Tuần dương hạng nhẹ Kashii vào năm 1941

Vào lúc bình minh Sư đoàn 33 dưới sự chỉ huy của Trung tướng Sakurai Shōzō và Sư đoàn 55 dưới sự chỉ huy của Trung tướng Takeuchi Hiroshi của Tập đoàn quân 15 và dẫn đầu bởi Sư đoàn Vệ binh Hoàng gia vượt qua biên giới từ Đông Dương tiến vào tỉnh Phra Tabong vừa mới đòi lại gần đây của Thái Lan ở huyện Tambon Savay Donkeo, Athuek Thewadej (Russei) của Battambang. Quân Nhật chẳng gặp phải sự kháng cự nào và từ Sisophon quay ngoắt về phía tây bắc tiến vào Aranyaprathet (sau vẫn còn là một huyện của tỉnh Prachinburi) dọc theo tuyến đường sắt gần hoàn thành nối giữa Aranyaprathet và Monkhol Bourei. (ngày khánh thành thực tế dùng cho vận tải là 11 tháng 4 năm 1942)

#### Chumphon
Tiểu đoàn bộ binh 1 Trung đoàn bộ binh 143 (một phần của Sư đoàn 55) của quân Nhật đổ bộ tại Chumphon vào sáng ngày 8 tháng 12 từ hai phân đội tàu. Họ tìm cách để tạo thành một vành đai xung quanh khu vực đổ bộ của mình, nhưng đã bị ghìm chặt bởi sự kháng cự quyết liệt của Binh đoàn Thanh niên Thái (đơn vị huấn luyện Binh đoàn Thanh niên 52, Trường Sriyaphai) cùng với Tiểu đoàn bộ binh 38 và Cảnh sát tỉnh Chumpon. Chiến sự kết thúc vào buổi chiều khi người Thái nhận được lệnh ngừng bắn. Tổn thất nhân mạng của quân đội Thái gồm viên Đại úy Thawin Niyomsen (đơn vị huấn luyện Binh đoàn Thanh niên 52, - truy thăng lên cấp bậc Trung tá), một vài cảnh sát tỉnh và một số thường dân.

#### Nakhon Si Thammarat
Nakhon Si Thammarat là vị trí trụ sở Bộ chỉ huy Sư đoàn Tập đoàn quân 6 và Tiểu đoàn bộ binh 39 của quân đội Thái. Ba tàu chở quân phía Nhật gồm Zenyo, Miike và Toho Maru đổ quân tại Nakorn Sri Thammarat, S Siam, dưới sự yểm trợ của Shimushu, thả neo một vài km ngoài khơi bờ biển trong đêm ngày 7 tháng 12. Những tàu này chở 1.510 binh sĩ và 50 xe tải của Tiểu đoàn bộ binh 3 thuộc Trung đoàn Bộ binh 143, Trung đoàn không quân 18 cùng với một đơn vị tín hiệu không quân của quân đội, tiểu đoàn phòng không 32 và đại đội công binh 6. Ngay sau nửa đêm, họ bắt đầu đổ quân tại kênh Tha Phae (còn gọi là Kênh Pak Phoon) - phía bắc Trại Vajiravudh.
Cuộc đổ bộ được thực hiện tiếp giáp với doanh trại chính của quân đội Thái Lan là Trại Vajiravudh. Người Thái nhận được tin báo trước đó về cuộc xâm lược của quân đội Nhật tại Songkhla, đã có hành động ngay lập tức. Chiến sự kéo dài cho đến giữa trưa thì quân đội Thái nhận được lệnh ngừng bắn của Thủ tướng.

#### Prachuap Khiri Khan
Prachuap Khiri Khan là quê nhà của Phi đội 5 Không quân Hoàng gia Thái Lan, dưới sự chỉ huy của Trung tá M. L. Pravat Chumsai. Tiểu đoàn bộ binh 2 Trung đoàn bộ binh 143 quân đội Nhật dưới sự chỉ huy của Thiếu tá Utsunomiya Kisoyoshi đã đổ bộ lúc 03:00 từ một tàu chở quân và chiếm đóng thành phố ngay sau khi đập tan sự kháng cự của cảnh sát nơi đây.
Những cuộc đổ bộ xa hơn nữa đã diễn ra gần sân bay ở phía nam. Quân đội Nhật tiến hành vây hãm sân bay, nhưng các phi công Thái Lan cùng với Cảnh sát tỉnh Prachuap Khirikhan đã cố giữ vững vị trí cho đến buổi trưa ngày hôm sau thì nhận được lệnh ngừng bắn từ chính phủ Thái Lan. Người Nhật tổn thất 115 người thiệt mạng theo ước tính từ phía Nhật và 217 người chết cùng hơn 300 người bị thương theo ước tính từ phía Thái Lan. Người Thái cũng chịu thiệt hại khi có 37 người chết và 27 người bị thương.

#### Samut Prakan
Tiểu đoàn 3 Trung đoàn Vệ binh Hoàng gia quân đội Nhật đã đổ bộ tại Samut Prakan trong những giờ đầu ngày 8 tháng 12 với nhiệm vụ được giao là đánh chiếm Bangkok. Lực lượng này ngay khi đổ bộ đã phải đương đầu với một phân đội cảnh sát Thái Lan. Mặc dù có một cuộc đối đầu căng thẳng, chiến sự đã không xảy ra và người Nhật sau đó đã đồng ý không tiến vào thủ đô Thái Lan cho đến khi cuộc đàm phán chính thức được ký kết.

#### Bangkok
Quân đội Nhật đã oanh tạc thủ đô Bangkok với một quả bom rơi trúng sở bưu chính nhưng không phát nổ. Trong khi cảnh sát vây bắt cư dân người Nhật thì nội các Thái Lan đã tiến hành thảo luận các lựa chọn trong giờ phút hiểm nguy. Một số ủng hộ tiếp tục cuộc kháng chiến bao gồm cả việc thành lập một chính phủ lưu vong, nhưng khi Phibun cuối cùng trở về làm họ dao động và người Thái đành nhượng bộ trước yêu cầu của Nhật Bản.

##### Don Muang
Không quân Nhật đã tấn công vào căn cứ Không quân Hoàng gia Thái Lan Don Muang dưới sự phòng thủ của Không quân Thái. Khiến người Thái tổn thất sáu máy bay chiến đấu khi phải chống lại số lượng máy bay vượt trội từ phía Nhật.

##### Surat Thani
Một đại đội bộ binh Nhật Bản thuộc tiểu đoàn 1 trung đoàn bộ binh 143 đã đổ bộ từ một chiếc tàu chở quân tại ngôi làng ven biển ở Ban Don trong những giờ đầu của ngày 8 tháng 12. Họ tiến quân vào Surat Thani và vấp phải sự chống cự từ Cảnh sát Hoàng gia Thái Lan và tình nguyện viên dân sự. Cuộc chiến đấu rời rạc đã diễn ra trong bối cảnh trời đổ mưa dông và chỉ kết thúc vào buổi chiều khi người Thái chịu sức ép nặng nề đã nhận được lệnh buông vũ khí xuống. Quân Thái tổn thất 17-18 người thiệt mạng nhưng số người bị thương không được biết chính xác. Người Nhật sau đó di chuyển vào Bangkok chiếm đóng khu phố Tàu (Sampeng) và chuyển Phòng Xây dựng Thương mại thành trụ sở chỉ huy.

### Mục tiêu Tập đoàn quân 25

#### Pattani
Do sự gần gũi của nó tới biên giới Mã Lai, Pattani là mục tiêu quan trọng thứ hai của Tập đoàn quân 25 của Nhật. Tám tàu khu trục Hải quân Đế quốc Nhật bao gồm Shirakumo và Shinonome cung cấp hỗ trợ cho 5 tàu vận chuyển quân.
Cuộc đổ bộ của Trung đoàn bộ binh 42 Sư đoàn 5 Lục quân Đế quốc Nhật dưới sự chỉ huy của Thiếu tá Asaeda Shigeharu được thực hiện dù biển động và trên cơ sở vùng đổ bộ không phù hợp. Quân đội Nhật khi vừa mới chân ướt chân ráo đã vấp phải sự chống trả đầy hiệu quả từ Tiểu đoàn bộ binh 42 quân đội Thái, cảnh sát tỉnh Pattani và các đơn vị Binh đoàn Thanh niên Thái Lan (Đơn vị huấn luyện Binh đoàn Thanh niên 66 đến từ trường Benjama Rachoothit) cho đến khi tiểu đoàn được lệnh ngừng bắn vào buổi trưa. Tiểu đoàn trưởng Thái Lan Khun Inkhayutboriharn tử trận với đồng đội 23 người khác, 5 viên cảnh sát tỉnh và 4 thành viên Binh đoàn Thanh niên và 9 thường dân thiệt mạng.
Thiếu tá Asaeda Shigeharu hồi còn là một thành viên của Đơn vị 82 Tập đoàn quân Đài Loan đã tham gia vào việc thu thập tin tức tình báo ở Miến Điện, Thái Lan và Mã Lai trước khi chiến tranh bùng nổ và chọn Pattani như là một địa điểm đổ bộ phù hợp. Tuy vậy ở ngoài bãi biển lại là một đáy biển chứa đầy bùn đã gây không ít khó khăn đáng kể cho quân xâm lược.

#### Songkhla (còn gọi là Singora)
Thành phố cảng Songkhla là một trong những mục tiêu chính của Tập đoàn quân 25 của Yamashita. Trong những giờ phút ban đầu của ngày 8 tháng 12, ba trung đoàn của Sư đoàn 5 do Đại tá Tsuji chỉ huy dưới quyền Trung tướng Takuro Matsui đổ bộ tại đây từ 10 tàu vận chuyển quân. Cuộc đổ bộ được sự hỗ trợ từ các tàu tuần dương Asagiri, Amagiri, Sagiri và Yūgiri của Hải quân Đế quốc Nhật.
Các đơn vị đồn trú Thái Lan tại Khao Khor Hong (tiểu đoàn bộ binh 41 và tiểu đoàn pháo binh 13) ngay lập tức chiếm đóng các vị trí bên cạnh những con đường dẫn xuống Mã Lai, nhưng đã bị gạt qua một bên vào những vị trí tiến quân chính mà người Nhật có thể phớt lờ. Một cuộc đụng độ liên tiếp xảy ra tại Hat Yai. Người Thái tổn thất 15 người chết (8 thuộc tiểu đoàn bộ binh 41 và 7 thuộc tiểu đoàn bộ binh 5) và 30-55 người bị thương. Chiến sự chấm dứt vào buổi trưa khi lực lượng Thái Lan tại đây nhận được một hiệp ước đình chiến đã soạn xong.

#### Mã Lai
Trong khi những cuộc đổ bộ đã diễn ra tại Thái Lan, binh lính từ Tập đoàn quân 25 của người Nhật còn đổ bộ tận phía nam tại Kota Bharu ở Mã Lai. Sau khi chiếm được Thái Lan, trung đoàn 143 của Tập đoàn quân 15 đã di chuyển về phía bắc để thế chỗ đội Vệ binh Hoàng gia. Đội Vệ binh Hoàng gia tiến về phía nam để gia nhập Tập đoàn quân 25 và tham gia vào cuộc xâm lược Mã Lai và Singapore. Tập đoàn quân 15 bắt đầu chuyển sang tấn công Miến Điện.

## Hậu quả
Quyết định của Phibun nhằm ký một hiệp ước đình chiến với Nhật Bản đã chấm dứt hy vọng thúc đẩy một liên minh với Thái Lan của Churchill. Ông cũng cho phép người Nhật được sử dụng Thái Lan như là một căn cứ phục vụ cho chiến dịch xâm lược Mã Lai. Trong vòng vài giờ sau khi hiệp ước đình chiến có hiệu lực, các phi đội máy bay Nhật từ Đông Dương đã bay vào sân bay Songkla, cho phép họ thực hiện các cuộc không kích vào các căn cứ chiến lược tại Mã Lai và Singapore từ một khoảng cách ngắn. Tại thời điểm thỏa thuận ngừng bắn, Anh và Mỹ đã coi Thái Lan như là lãnh thổ chiếm đóng của Nhật Bản.
Vào ngày 14 tháng 12 năm 1941, Phibun đã ký một thỏa thuận bí mật với người Nhật sẽ gửi quân Thái tham gia trong chiến dịch Mã Lai và Mặt trận Miến Điện. Một liên minh giữa Thái Lan và Nhật Bản đã chính thức được ký kết vào ngày 21 tháng 12 năm 1941. Ngày 25 tháng 1 năm 1942, chính phủ Thái Lan tuyên chiến với Hoa Kỳ và Vương quốc Anh. Phản ứng lại, tất cả tài sản của Thái Lan ở Mỹ đều bị chính phủ liên bang đóng băng. Trong khi đại sứ Thái Lan tại Luân Đôn gửi chiến thư lên chính phủ Anh thì viên đại sứ Thái Lan tại Washington, D.C. là Seni Pramoj lại từ chối thực hiện, thay vào đó ông đứng ra tổ chức một phong trào Thái Tự do chống đối chính quyền trong nước.